# Petit palais des sports
 (janvier 2008).
Si vous disposez d'ouvrages ou d'articles de référence ou si vous connaissez des sites web de qualité traitant du thème abordé ici, merci de compléter l'article en donnant les références utiles à sa vérifiabilité et en les liant à la section « Notes et références ».
Le Petit palais des Sports (en italien : Palazzetto dello Sport) est situé à Rome, dans le quartier Flaminio, dans la région de Latium, en Italie. 

## Histoire
Il fut construit par l'ingénieur-constructeur italien Pier Luigi Nervi, avec la collaboration de l'architecte Annibale Vitellozzi. Il fut construit spécialement pour les 17e Jeux olympiques d'été de 1960.
En 1955, lorsque le CIO a désigné la ville de Rome pour organiser les Jeux de la XVIIe Olympiade, la ville était pratiquement dépourvue des installations sportives nécessaires pour accueillir une telle compétition.
En fait, elle ne disposait que de l'ancien stade olympique de Centomila, et de l'ancien stade national, situé à proximité du site désigné pour la construction du nouveau village olympique3, qui a été démoli et remplacé par le stade Flaminio,.
Pier Luigi Nervi, qui a conçu le Petit Palais des Sports, ainsi que le viaduc du Corso di Francia entre le pont Flaminio et la colline Parioli, et qui a également participé à la rénovation du stade Flaminio, a été l'un des concepteurs structurels les plus actifs dans le développement de cette zone.
Les travaux de construction ont commencé en juillet 1956 et se sont achevés le 15 septembre 1957. Il s'agit du premier nouveau bâtiment prévu pour l'Olympiade à être achevé.

## Description
Le dôme de ce bâtiment est de forme aplatie démontrant un profil sphérique. Son toit sphérique de forme circulaire est recouvert de 1 620 éléments en béton armé de 25 mm d'épaisseur chacun. Tous ces éléments ont été préfabriqués avec l'aide d'une grue au centre du dôme, elle prenait les moules à brique avec le mortier de ciment et les mettaient en place. La construction et la mise en place du dôme ont pris 30 jours. 
Le dôme de forme carapace est soutenu sur les bords par un cercle de 36 poutres ayant chacune la forme d'un «Y». Elles sont inclinées d'une manière tangente avec une poussée axiale pour éviter les flexions qui portent sur une autre poutre circulaire en béton armé de 2,5 m d'épaisseur et de 8,15 m de diamètre. La face extérieure du dôme est construite avec une seule poutre circulaire. Les 36 poutres ont chacune trois éléments en éventail qui traversent la poutre circulaire du dôme. Elles permettent ainsi à elles seules de supporter tout le poids du toit d'une façon égale et sans danger. Les éléments de la toiture sont soutenus par des nervures de béton en courbe légères. Cela crée de cette façon un effet de caisson qui se dissimule en une série de cercles. Ce dôme peu élevé est trois fois plus large que haut, avec un diamètre de 60 mètres au niveau du cercle au-dessus des montants. La hauteur de l'arc est de 21 m. 
L'extrémité des nervures du dôme est intégrée dans une poutre circulaire qui fait partie de la structure centrale du toit pour laisser passer et projeter la lumière à l'intérieur. De cette façon les nervures du plafond sont renforcées. La couronne centrale sert aussi pour y mettre l'éclairage, les haut-parleurs, le système de ventilation et tout autre équipement. L'architecte ayant réalisé ce bâtiment voulait mettre en valeur le dôme et faire en sorte qu'il semble flotter au vent au-dessus de la bande de vitrages qui forme un cercle parfait. Cet effet de flottaison est accentué par la lumière du jour qui est projetée sur les bords des caissons du plafond avec l'aide de la finesse des poutres intérieures. Comme la tête et les montants des poutres en «Y» sont de petite taille, ils accentuent la clarté et la netteté du toit en forme de couvercle.
Le petit palais des sports a été conçu pour les compétitions olympiques en salle de moyenne ampleur, il est d'une capacité maximale de 4 000 places assises pour les spectateurs de tennis, basket-ball et de gymnastique. Le nombre de spectateurs peut être augmenté de 1 000 personnes pour les matchs de boxe ou de catch. La structure est assez souple et solide pour être capable d’y accueillir toutes sortes d'événements.

## Événements
- Jeux olympiques d'été de 1960
- Coupe intercontinentale de basket-ball, 1967

## Galerie

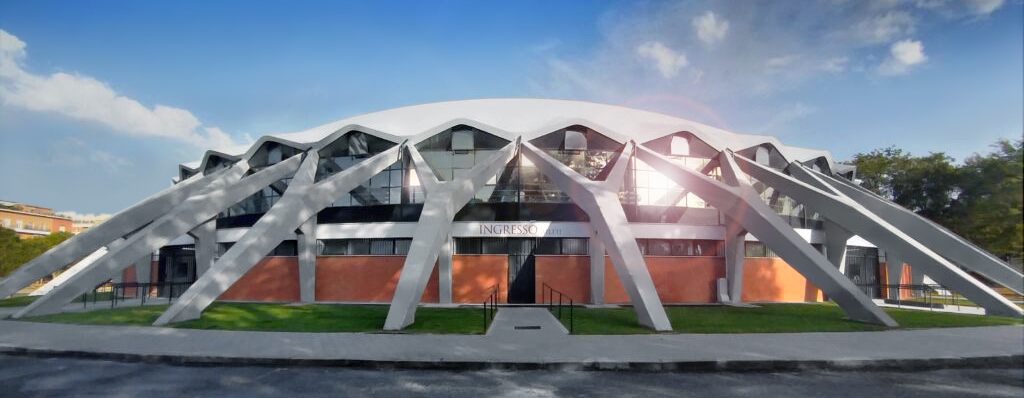
Détail des arcs-boutants préfabriqués
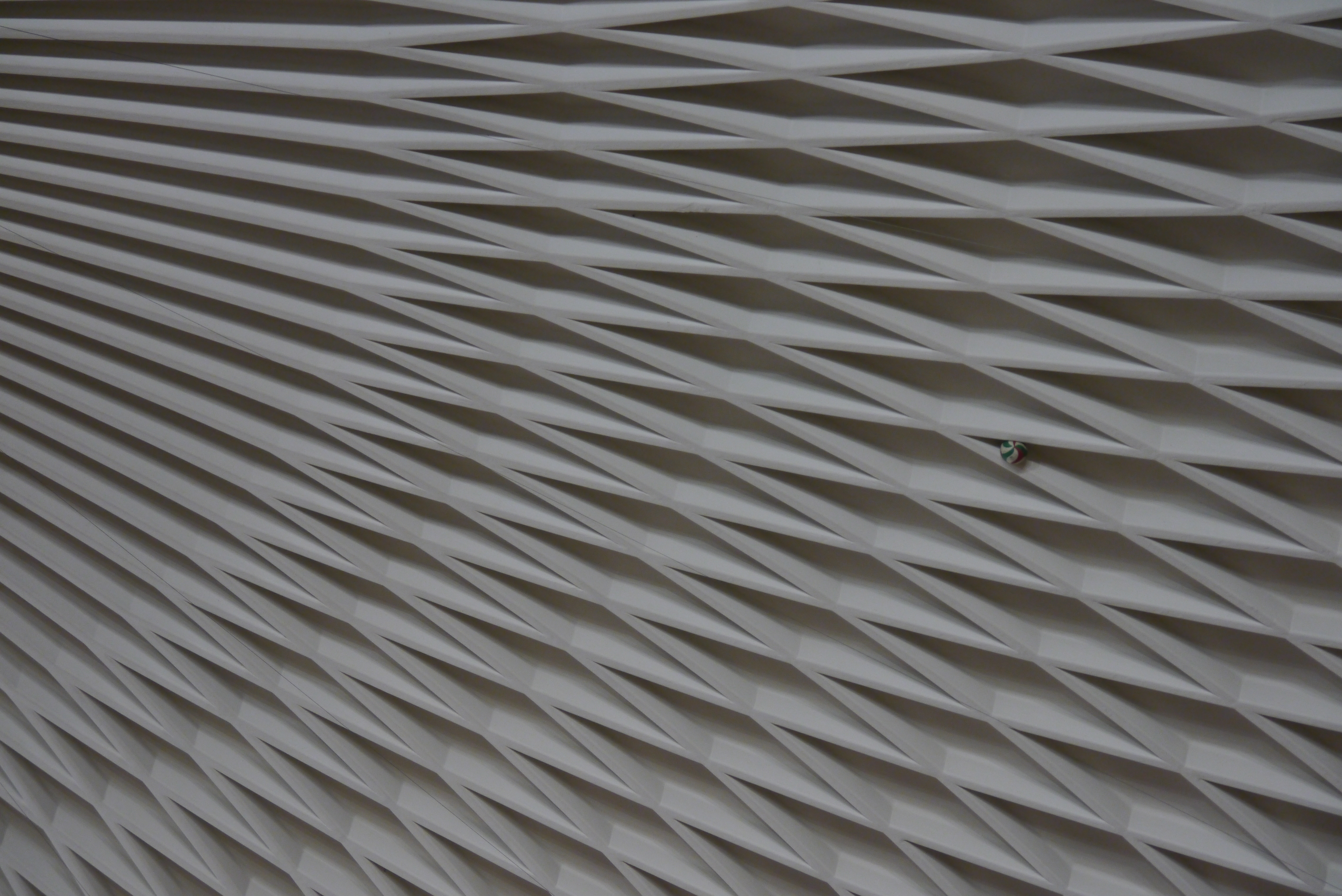
Nervures à l'intérieur du toit du bâtiment